# Bobcat Company
Bobcat Company — американський виробник сільськогосподарського та будівельного обладнання, що входить до групи Doosan у Південній Кореї.
Її американська штаб-квартира знаходиться у Вест-Фарго, Північна Дакота, Сполучені Штати, раніше в Гвіннері, Північна Дакота. Її європейська штаб-квартира переїхала в 2017 році з Ватерлоо, Бельгія, до Dobřiš (поблизу Праги) у Чехії, де Bobcat управляє одним зі своїх європейських виробничих заводів. Вона була дочірньою компанією Ingersoll Rand Company з 1995 року до липня 2007 року, коли її продали за 4,9 мільярда доларів США компанії Doosan Infracore. Під торговою маркою Bobcat компанія продає міні-навантажувачі, компактні екскаватори, борт-байки, компактні трактори та інше дрібне гідравлічне обладнання. Це одна з небагатьох великих виробничих компаній, що працюють у Північній Дакоті.

## Історія
У 1950-х роках Луї та Сіріл Келлери керували зварюванням та ремонтом компанії Keller поблизу Ротсі, штат Міннесота. У 1956 році Едді Вело, фермер з індиків у цьому районі, описав Келлерам потребу в машині, достатньо маленькому, щоб маневрувати всередині сараю на стовпах, і достатньо легкому, щоб працювати на його верхньому рівні. Брати розробили невелику триколісну конструкцію з ремінною передачею і доставили її компанії Velo 4 лютого 1957 року. Вело надав Келлерам повний доступ до його операцій, і після того, як Келлери дізналися про недоліки трансмісії з ремінним приводом, вони розробили та запатентували більш надійну систему трансмісії на основі зчеплення в 1958 році. Нова трансмісія стала основою навантажувача Melroe M60. .
Дядько Келлерів, продавець обладнання для компанії Melroe Manufacturing Company, що базується в Гвіннері, штат Північна Дакота, запропонував Мелро продати машини, в результаті чого Мелро запросив Келлерів на виставку на ярмарку штату Міннесота в 1958 році. У 1960 році Melroe представив чотириколісний навантажувач M400, а в 1962 році почав використовувати «Bobcat» як торгову назву такої продукції на навантажувачі 440 моделі. Лес Мелро та рекламний агент Лінн Біккет зупинилися на імені «Бобкет», обмінюючись ідеями назви під час поїздки між Міннеаполісом і Гвіннером. Біккет і Сільван Мелро розробили слоган «жорсткий, швидкий і спритний», який використовувався в рекламі ранніх навантажувачів.
У 1969 році компанія Melroe Manufacturing Company була придбана компанією Clark Equipment Company, яку потім придбала Ingersoll-Rand в 1995 році. У 2007 році Ingersoll-Rand продала Clark Equipment Company південнокорейській Doosan Group разом з рештою своєї групи будівельного обладнання. за 4,9 мільярда доларів США. Компанія Clark Equipment Company зараз веде свою діяльність як Bobcat Company. Компанія Bobcat володіє всесвітньою реєстрацією торгової марки для своєї назви «Bobcat».
У 2009 році Герман Саймон визнав компанію взірцем для наслідування для інших малих і середніх підприємств у його книзі «Приховані чемпіони: уроки 500 найкращих невідомих компаній світу».
1 січня 2018 року Doosan Infracore і Doosan Bobcat були розділені на незалежні компанії, завершивши семирічну співпрацю. У липні 2021 року Doosan Infracore була придбана Hyundai Heavy Industries, яка заплатила приблизно $722,45 млн за 30% контрольного пакета акцій компанії. Doosan Infracore стане дочірньою компанією новоствореної групи Hyundai Genuine. Однак Bobcat залишилася частиною Doosan Group, оскільки її мажоритарний акціонер змінився на Doosan Heavy Industries 1 липня 2021 року, ще до продажу Doosan Infracore.